# Korfbal 1988-1989
Korfbalseizoen 1988-1989 is een korfbalseizoen van het KNKV. In dit seizoen is de opzet van de veldcompetitie en de zaalcompetitie hetzelfde: twee Hoofdklasse poules met elk acht teams. Elk team speelt 14 wedstrijden en de poulewinnaars nemen het tegen elkaar op in de finale. In de zaalcompetitie is een finalewedstrijd en op het veld is het een best-of-3 serie.

## Veldcompetitie KNKV
In seizoen 1988-1989 was de hoogste Nederlandse veldkorfbalcompetitie in de KNKV de Hoofdklasse; twee poules met elk acht teams. De winnaar van Poule A neemt het op tegen de winnaar van Poule B in een best-of-3 finaleserie.
Hoofdklasse Veld A
| pos | club       | gs | w  | g | v  | pnt | dv  | dt  | dt  |
| --- | ---------- | -- | -- | - | -- | --- | --- | --- | --- |
| 1.  | PKC        | 14 | 12 | 0 | 2  | 24  | 170 | 121 | +49 |
| 2.  | Deetos     | 14 | 11 | 1 | 2  | 23  | 174 | 118 | +56 |
| 3.  | Fortuna    | 14 | 10 | 0 | 4  | 20  | 161 | 133 | +28 |
| 4.  | DKOD       | 14 | 9  | 1 | 4  | 19  | 170 | 140 | +30 |
| 5.  | Die Haghe  | 14 | 3  | 3 | 8  | 9   | 140 | 164 | -24 |
| 6.  | LUTO       | 14 | 3  | 2 | 9  | 8   | 137 | 175 | -38 |
| 7.  | DOS'46     | 14 | 2  | 3 | 9  | 7   | 138 | 171 | -32 |
| 8.  | Oranje Wit | 14 | 0  | 2 | 12 | 2   | 104 | 172 | -68 |

Hoofdklasse Veld B
| pos | club         | gs | w  | g | v  | pnt | dv  | dt  | dt  |
| --- | ------------ | -- | -- | - | -- | --- | --- | --- | --- |
| 1.  | ROHDA*       | 15 | 13 | 1 | 1  | 27  | 196 | 135 | +61 |
| 2.  | Oost-Arnhem* | 15 | 12 | 1 | 2  | 25  | 172 | 125 | +47 |
| 3.  | Dalto        | 14 | 9  | 0 | 5  | 18  | 139 | 121 | +18 |
| 4.  | SCO          | 14 | 7  | 1 | 6  | 15  | 163 | 121 | +42 |
| 5.  | Blauw-Wit    | 14 | 6  | 0 | 8  | 12  | 145 | 149 | -4  |
| 6.  | Drachten     | 14 | 4  | 1 | 9  | 9   | 142 | 164 | -22 |
| 7.  | TOP          | 14 | 2  | 1 | 11 | 5   | 116 | 149 | -33 |
| 8.  | Trekvogels   | 14 | 1  | 1 | 12 | 3   | 111 | 184 | -73 |

- = na de reguliere competitie had zowel ROHDA als Oost-Arnhem 25 punten. Om te bepalen welke ploeg eerste zou worden en zich dus zou plaatsen voor de veldfinale, moest er een beslissingswedstrijd worden gespeeld. Deze werd gespeeld op dinsdag 23 mei 1989 en werd gewonnen door ROHDA.

| Hoofdklasse Finale |       |    |   |  |
|                    |       |    |   |  |
| A                  | PKC   | 12 | 9 |  |
| B                  | ROHDA | 8  | 7 |  |

| Veldkampioen van Nederland 1989 |
| ------------------------------- |
| PKC                             |

## Zaalcompetitie KNKV
In seizoen 1988-1989 was de hoogste Nederlandse zaalkorfbalcompetitie in de KNKV de Hoofdklasse; twee poules met elk acht teams. Het kampioenschap is voor de winnaar van de kampioenswedstrijd, waarin de kampioen van de Hoofdklasse A tegen de kampioen van de Hoofdklasse B speelt.
 Hoofdklasse A
| pos | club        | gs | w  | g | v  | pnt | dv  | dt  | dt  |
| --- | ----------- | -- | -- | - | -- | --- | --- | --- | --- |
| 1.  | Oost-Arnhem | 14 | 12 | 1 | 1  | 25  | 244 | 177 | +67 |
| 2.  | DKOD        | 14 | 12 | 0 | 2  | 24  | 231 | 183 | +48 |
| 3.  | ROHDA       | 14 | 8  | 1 | 5  | 17  | 232 | 197 | +35 |
| 4.  | LUTO        | 14 | 6  | 1 | 7  | 13  | 186 | 202 | -16 |
| 5.  | DOS'46      | 14 | 6  | 0 | 8  | 12  | 193 | 208 | -15 |
| 6.  | TOP         | 14 | 4  | 1 | 9  | 9   | 198 | 239 | -41 |
| 7.  | Groen Geel  | 14 | 3  | 1 | 10 | 7   | 188 | 235 | -47 |
| 8.  | Die Haghe   | 14 | 2  | 1 | 11 | 5   | 201 | 232 | -31 |

Hoofdklasse B
| pos | club      | gs | w  | g | v  | pnt | dv  | dt  | dt  |
| --- | --------- | -- | -- | - | -- | --- | --- | --- | --- |
| 1.  | PKC*      | 15 | 11 | 1 | 3  | 23  | 227 | 185 | +42 |
| 2.  | Deetos*   | 15 | 10 | 1 | 4  | 21  | 224 | 196 | +28 |
| 3.  | Fortuna   | 14 | 8  | 3 | 8  | 19  | 233 | 217 | +16 |
| 4.  | Blauw-Wit | 14 | 7  | 2 | 5  | 16  | 214 | 199 | +15 |
| 5.  | Dalto     | 14 | 7  | 1 | 6  | 15  | 212 | 207 | +5  |
| 6.  | SCO       | 14 | 5  | 2 | 7  | 12  | 211 | 206 | +5  |
| 7.  | LDO       | 14 | 1  | 2 | 11 | 4   | 172 | 221 | -49 |
| 8.  | AKC       | 14 | 2  | 0 | 12 | 4   | 193 | 255 | -62 |

- = na de reguliere competitie had zowel PKC als Deetos 21 punten. Om te bepalen welke ploeg eerste zou worden en zich dus zou plaatsen voor de zaalfinale, moest er een beslissingswedstrijd worden gespeeld. Deze werd gewonnen door PKC met 12-10.

De finale werd gespeeld op zaterdag 18 maart 1989 in de Sporthallen Zuid, Amsterdam
| Hoofdklasse Finale |             |    |
|                    |             |    |
| A1                 | Oost-Arnhem | 8  |
| B1                 | PKC         | 11 |

| Zaalkampioen van Nederland 1989 |
| ------------------------------- |
| PKC                             |

## Prijzen
| Award                        | Winnaar           | Club          |
| ---------------------------- | ----------------- | ------------- |
| Beste Speler                 | Ron Steenbergen   | Oost-Arnhem   |
| Beste Speelster              | Rini van der Laan | AKC Blauw-Wit |
| Beste Debutant van het Jaar  | Koos Bloemsma     | DKOD          |
| Beste Debutante van het Jaar | Anouk Brandt      | Deetos        |